# Усман ибн Санад
Усма́н ибн Са́над аль-Ва́или (араб. عثمان بن سند الوائلي‎; 1767, Файлака — 16 мая 1827, Багдад) — арабский историк и учёный-исламовед, автор многих исторических и религиозных трудов. Служил придворным историком у последнего мамлюкского правителя Ирака — Дауд-паши.

## Происхождение
Усман ибн Санад происходит из рода Ваиль арабского племени Аназа. Его полная родословная: Усман ибн Мухаммад ибн Ахмад ибн Ибрахим ибн Ахмад ибн Санад ибн Рашид ибн Али ибн Сулейман ибн Абдуллах ибн Мухаммад ибн Хамд ибн Якуб ар-Рибаи аль-Анази аль-Ваили.

## Биография
Усман ибн Санад родился в джазире Файлака на территории современного Кувейта, куда его отец переселился в поисках пропитания из недждийского города Хураймала. Ещё в младенчестве его семья переселилась в Эль-Хасу, где он начал своё обучение разным наукам. Он был учеником таких улемов Эль-Хасы, как Мухаммад ибн Абдуллах ибн Файруз аль-Ахсаи, Абдуллах аль-Байтуши аль-Курди, Абдуллах ибн Усман ибн Джами, Насир ибн Сулейман ибн Сухайм и другие. В 1790 году (1204 г.х.) он переселяется в Багдад, чтобы обучаться у багдадских шейхов.
Ибн Санад считается одним из выдающихся улемов XIII века по хиджре в Ираке. Он разбирался в различных шариатских науках, вроде фикха, был сведущ в арабском языке, литературе и поэзии, математике.
Усман ибн Санад преподавал в различных школах и медресе: в медресе «ар-Рахмания», «аль-Магамисия», «аль-Кавазия», «аль-Махмудия» и «аль-Халилия». В Басре существует медресе, названное его именем.
Усман ибн Санад умер в среду, 16 мая 1827 года (19 шавваля 1247 г.х.) и был похоронен в Багдаде.